# Mariliana cicadellida
Mariliana cicadellida är en skalbaggsart som beskrevs av Maria Helena M. Galileo och Martins 2004. Mariliana cicadellida ingår i släktet Mariliana och familjen långhorningar. Inga underarter finns listade i Catalogue of Life.